# Salpingotus
Salpingotus és un gènere de rosegadors de la família dels dipòdids. Conté cinc espècies oriündes de l'Àsia central, on viuen a deserts sorrencs amb vegetació dispersa. Aquests rosegadors tenen una llargada de cap a gropa de 4–6 cm i una cua de 9–12 cm. Es caracteritzen per la presència de tres dits a les potes posteriors, que mesuren 2–2,5 cm. Tenen una mata de pèl a les plantes dels peus. Algunes espècies tenen la cua gruixuda.